# 374 (szám)
A 374 (római számmal: CCCLXXIV) egy természetes szám, szfenikus szám, a 2, a 11 és a 17 szorzata.

## A szám a matematikában
A tízes számrendszerbeli 374-es a kettes számrendszerben 101110110, a nyolcas számrendszerben 566, a tizenhatos számrendszerben 176 alakban írható fel.
A 374 páros szám, összetett szám, azon belül szfenikus szám, kanonikus alakban a 21 · 111 · 171 szorzattal, normálalakban a 3,74 · 102 szorzattal írható fel. Nyolc osztója van a természetes számok halmazán, ezek növekvő sorrendben: 1, 2, 11, 17, 22, 34, 187 és 374.
A 374 négyzete 139 876, köbe 52 313 624, négyzetgyöke 19,33908, köbgyöke 7,20483, reciproka 0,0026738. A 374 egység sugarú kör kerülete 2349,91130 egység, területe 439 433,41401 területegység; a 374 egység sugarú gömb térfogata 219 130 795,8 térfogategység.